# David Fredriksson
David "Tuppen" Fredriksson, född 4 oktober 1985 i Jönköping, är en svensk ishockeyspelare som spelat över 100 matcher i Elitserien. Han har vunnit två SM-guld, båda med HV71. Fram till säsongen 2009/2010 spelade han med HV71 och bytte sedan till Södertälje SK.

## Spelarkarriär
Fredriksson har representerat HV71 i Elitserien under hela sin karriär. Han började i HC Dalen när han var 5–6 år och togs sedan till HV71:s ungdomslag som 15-åring. Han gjorde elitseriedebut med A-laget säsongen 2002/2003.
2004 draftades han av NHL-laget St. Louis Blues som deras sjunde val, 211:e totalt.
Säsongen 2006/2007 var Fredriksson under en kort period utlånad från HV71 till Västerås IK i HockeyAllsvenskan. Han spelade totalt tre matcher med dem. I början av 2009 trampade HV71-lagkamraten Johan Lindström på Fredrikssons hand under en matchuppvärmning. Han skar upp handen mycket illa och kunde inte spela på hela säsongen.
Läkarna konstaterade efteråt att han kanske aldrig mer skulle kunna spela ishockey igen på samma nivå. Fredrikssons rehabträning gick över förväntan och i oktober 2009 skrev han kontrakt med Södertälje SK.

## Meriter
- J20 SuperElit, 2:a plats med HV71 2003
- SM-guld 2004 med HV71
- SM-guld 2008 med HV71
- SM-silver 2009 med HV71